# Парса (район)
Парса (непальск. पर्सा जिल्ला) — один из 75 районов Непала. Входит в состав зоны Нараяни, которая, в свою очередь, входит в состав Центрального региона страны. Административный центр — город Биргандж.
Граничит с районом Читван (на северо-западе), районом Макванпур (на севере), районом Бара (на востоке) и с индийским штатом Бихар (на юге и юго-западе). Площадь района составляет 1353 км².
Население по данным переписи 2011 года составляет 601 017 человек, из них 312 358 мужчин и 288 659 женщин. По данным переписи 2001 года население насчитывало 497 219 человек. 83,10 % населения исповедуют индуизм; 14,48 % — ислам; 1,68 % — буддизм.